# شركة كيوي للمدفوعات
كيوي بالإنجليزية: Qiwi هي شركة خدمات دفع روسية يتم تداولها بشكل عام ويقع مقرها الرئيسي في مدينة نيقوسيا ( قبرص ) ، وتقوم بتشغيل أنظمة الدفع الإلكتروني عبر الإنترنت في المقام الأول في الدول التالية : روسيا وأوكرانيا وكازاخستان ومولدوفا وروسيا البيضاء ورومانيا والولايات المتحدة والإمارات العربية المتحدة .